# Jakob Vellenga
Jakob Tiede Vellenga (Leeuwarden, 2 september 1920 – aldaar, 20 september 2012) was een Nederlands politicus namens de PvdA.
Hij was lokaal actief in Leeuwarden, waar hij twaalf jaar wethouder was, en was lid van de Provinciale Staten van Friesland. Ook was Vellenga met een korte onderbreking van 1965 tot 1979 lid van de Tweede Kamer.
Vellenga hield zich in de kamer bezig met sociale zaken, gemeentefinanciën, binnenlands bestuur en ouderenbeleid. Hij vertolkte jaren de rol van Sinterklaas bij het Sinterklaasfeest in de Tweede Kamer.
Hij was actief als ouderling en voorganger in de Nederlandse Hervormde Kerk en huwde als ambtenaar van de burgerlijke stand in Leeuwarden meer dan 5000 bruidsparen.
- Biografisch Portaal: 17688286
- International Standard Name Identifier: 0000 0003 9244 3644
- Nederlandse Thesaurus van Auteursnamen: 071225137
- Parlement.com: vg09llbholzl
- Virtual International Authority File: 286521831
- WorldCat: E39PBJc3H7qG9y6Bhj6JcTXWXd